# Vermezzo

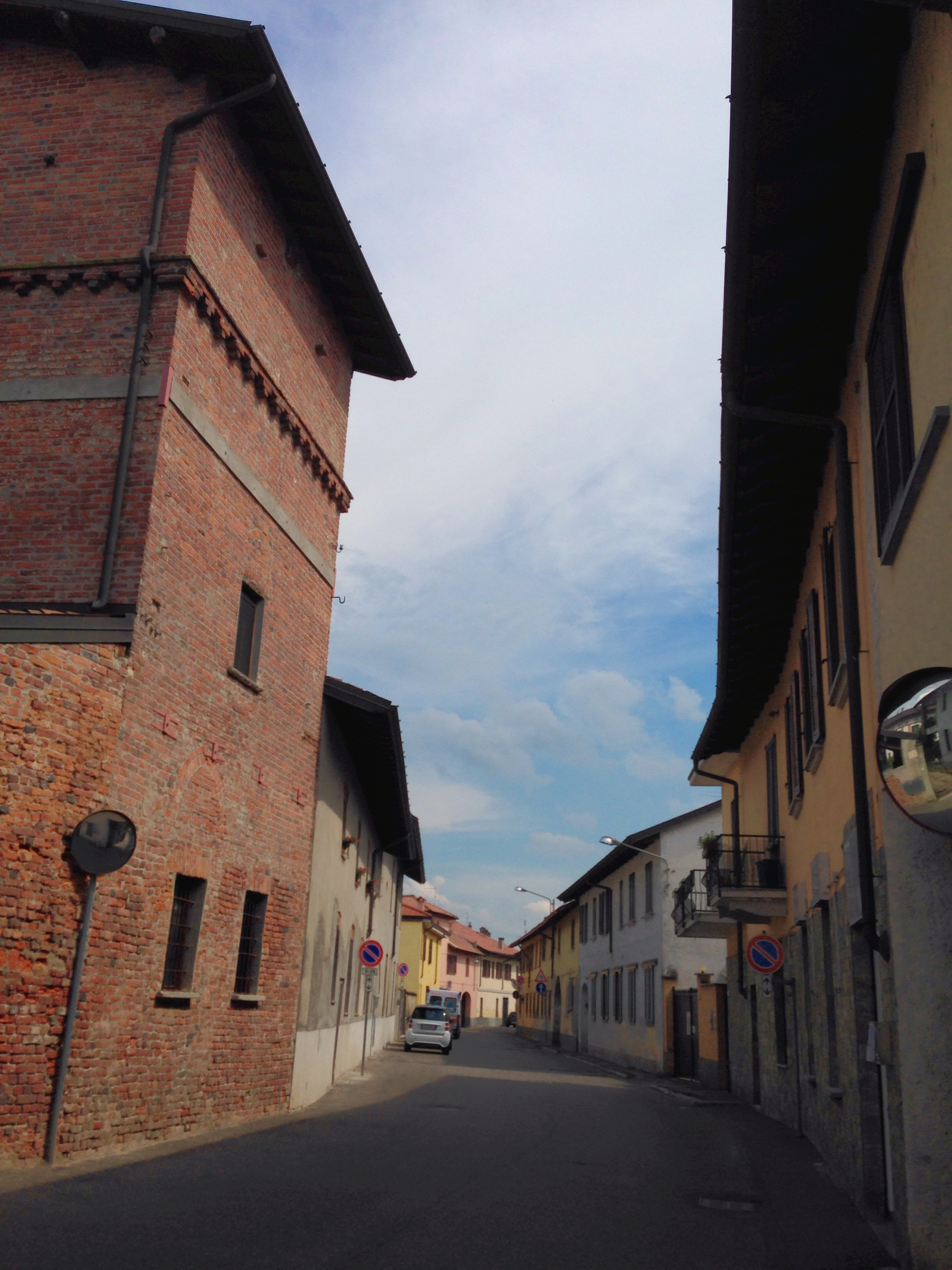
Vermezzo, Via Ponti Carmine (2014)

Vermezzo ist eine Fraktion der nordostitalienischen Gemeinde (comune) Vermezzo con Zelo in der Metropolitanstadt Mailand, Region Lombardei.
Die Gemeinde Vermezzo wurde am 8. Februar 2019 mit Zelo Surrigone zur neuen Gemeinde Vermezzo con Zelo zusammengeschlossen. Sie hatte zuletzt 3943 Einwohner (Stand 31. Dezember 2017) auf einer Fläche von 4 km². Die Nachbargemeinden von Vermezzo waren Albairate, Gaggiano, Abbiategrasso, Gudo Visconti, Zelo Surrigone und Morimondo.

## Demografie
Vermezzo zählt 1338 Privathaushalte. Zwischen 1991 und 2001 stieg die Einwohnerzahl von 2168 auf 3091. Dies entspricht einem prozentualen Zuwachs von 42,6 %.

## Partnerstädte
Vermezzo ist eine Partnergemeinde der deutschen Stadt Ober-Ramstadt.